# As Bruxas de Eastwick
The Witches of Eastwick (br/pt: As Bruxas de Eastwick) é um filme americano de 1987, do gênero  comédia, dirigido por George Miller.
É uma produção repleta de efeitos especiais. O roteiro do filme é baseado no livro de John Updike, The Witches of Eastwick.

## Sinopse
Três mulheres entediadas se reúnem todas as quintas-feiras para se divertir e conversar sobre variados assuntos. O principal tema na pauta das três são os homens e seus defeitos, e de como seria, em tese, o homem ideal. Elas se envolvem com o misterioso ricaço Daryl Van Horne, que cria uma verdadeira guerra dos sexos que colocará a pacata vida dessas mulheres de cabeça para baixo.

## Elenco central
- Jack Nicholson .... Daryl Van Horne
- Cher .... Alex
- Susan Sarandon .... Jane
- Michelle Pfeiffer .... Sukie
- KaDee Strickland .... Heather Van Horne

## Principais prêmios e indicações
A produção foi indicada a dois Oscar, de melhores trilha sonora e melhor som.
Ganhou o BAFTA de melhores efeitos especiais.